# Romilly-la-Puthenaye
Romilly-la-Puthenaye település Franciaországban, Eure megyében. Lakosainak száma 329 fő (2022. január 1.). Romilly-la-Puthenaye Barquet, Berville-la-Campagne, Collandres-Quincarnon, Grosley-sur-Risle és La Houssaye községekkel határos.

## Népesség
A település népessége az elmúlt években az alábbi módon változott:
| Lakosok száma | 317  | 312  | 310  | 292  | 322  | 320  | 318  | 317  | 321  | 329  |
|               | 1968 | 1982 | 1990 | 2006 | 2013 | 2015 | 2017 | 2019 | 2020 | 2022 |